# Changshan, Guangdong
Changshan (kinesiska: 长山) är en köping i sydöstra Kina. Den ligger i Lianjiang i staden Zhanjiang i provinsen Guangdong, omkring 370 kilometer sydväst om provinshuvudstaden Guangzhou. Antalet invånare är 51 784. Befolkningen består av 23 881 kvinnor och 27 903 män. Barn under 15 år utgör 31 %, vuxna 15-64 år 57 %, och äldre över 65 år 11,0 %.